# Primer Grito de Independencia en la Villa de Los Santos
El Primer Grito de Independencia de la Villa de Los Santos se conoce al hecho histórico ocurrido el 10 de noviembre de 1821 en Panamá, en la que ocurre un lanzamiento popular en contra del gobierno colonial español en La Villa de Los Santos en la Provincia de Los Santos. Este hecho desencadenó una serie de Gritos de Independencia en varias ciudades panameñas.

## Antecedentes
Entre los sucesos que motivaron la Independencia de la Villa de Los Santos y, posteriormente, la Independencia de Panamá, se pueden mencionar los siguientes:
- Las restricciones comerciales que imponía la monarquía española, las cuales eran vistas como origen de la grave situación económica del Istmo.
- El abuso continuo de los gobernantes coloniales, que agravaban la situación.
- La Revolución Francesa, que con la Toma de la Bastilla impuso la proclama de los derechos del hombre en lo referente a la igualdad, y fraternidad.
- La Independencia de los Estados Unidos la cual estableció con éxito un gobierno libre en América.
- El surgimiento de líderes  como Francisco Miranda, Simón Bolívar y José de San Martín, entre otros, libertadores de varias naciones de América del Sur.
- El triunfo de México en su Guerra de Independencia, junto con la posterior anexión de las provincias centroamericanas.

Sin embargo, el antecedente inmediato fue una decisión del Presidente de la Audiencia de Quito,  Juan de la Cruz Mourgeon y Achet, quien encargó el gobierno del Istmo al panameño José de Fábrega, partidario de las ideas independentistas.

## La Miscelánea

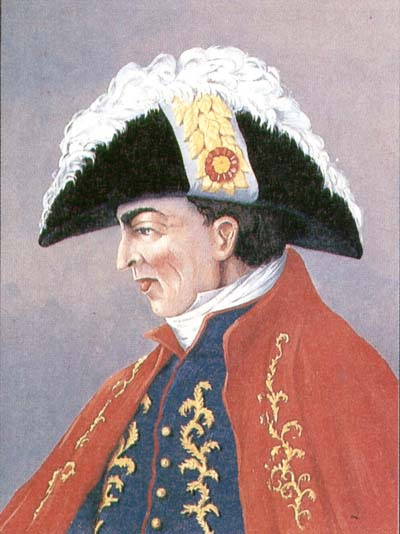
Virrey Juan de Sámano.

La Miscelánea fue el primer periódico de circulación de toda la Historia de Panamá, y marcó de manera decisiva la Independencia de Panamá en 1821. La imprenta llega oficialmente a Panamá por el año 1820 y da inicio a la circulación del primer periódico en marzo de 1821, en el cual se comenzaba a divulgar las opiniones políticas de diversos personajes revolucionarios, que iban en contra del régimen español establecido en Panamá; razón por la cual los dueños de este periódico fueron perseguidos y encarcelados para callar sus ideas independentistas.
En julio de 1821 muere el virrey Juan de Sámano, perseguidor acérrimo de todos aquellos que tuviesen ideas de independencia en Panamá, y lo sucede Juan de la Cruz Murgeon, que marca una época en la cual se cimientan varias sociedades patrióticas y se instala la libertad de prensa, circunstancia que es aprovechada por varios líderes populares para dar a conocer diferentes publicaciones que alimentaban a sublevarse lo más antes posible. Uno de los principales líderes de estas sociedades fue Francisco Gómez Miró, quien pone en conocimiento un manifiesto en el cual promueve la Independencia de Panamá del Imperio Español, lo que provoca gran algarabía en la sociedad de la Villa de Los Santos y ocasiona la primera gesta independentista de Panamá.

## Inicio del Movimiento Independentista de Panamá de España de 1821
Juan de la Cruz Mourgeon y Achet, tuvo una propuesta de la Corona Española; si lograba recuperar el control de varias colonias sublevadas sería nombrado virrey. Debido a ello realizó un viaje hacia el Ecuador con el propósito de formar un batallón y desde este punto geográfico arremeter contra los granadinos. Su viaje lo realizó en octubre de 1821, mientras duraba su ausencia el mando del gobierno del Istmo de Panamá lo encargó al militar panameño José de Fábrega que en ese momento desempeñaba como gobernador de Veraguas. Este incidente fue decisivo en las pretensiones independentistas de la Villa de Los Santos.

## Declaración de la Independencia de La Villa de los Santos
Luego de proclamar ciudad independiente a la Villa de Los Santos, el Cabildo Abierto cuyo presidente fue Julián Chávez, invitó a todos sus miembros además de los concejales, a deliberar acerca de la escogencia de Don Segundo de Villarreal como el jefe de las nuevas fuerzas libertadoras de la Villa de los Santos, luego de lo cual se confirmó por unanimidad la moción expuesta confirmando su cargo. Esta decisión tomó en cuenta la infranqueable postura de Segundo de Villarreal de libertar la Villa de Los Santos al precio que fuese, incluso exponiendo su propia vida. Esta noticia del Grito de Independencia de la Villa de Los Santos, se difundió por todo el territorio panameño y fue respaldada por los pueblos de Las Tablas, Macaracas, Las Minas, Parita, Santa María, Ocú, Penonomé, Pocrí, Pesé, Natá de los Caballeros, San Francisco de Veraguas y Alanje, en la provincia de Chiriquí.

## Repercusiones
Las consecuencias más importantes de El Primer Grito de Independencia de la Villa de Los Santos fue la emancipación de otros pueblos del interior como Penonomé, Natá de los Caballeros,etc. La repercusión más importante de este acontecimiento fue la Independencia de Panamá lograda de forma definitiva el 28 de noviembre de 1821. 

## Actualidad
Actualmente en Panamá, la celebración del 10 de noviembre tiene como epicentro en La Villa de Los Santos, sin embargo, esta fecha es celebrada en todo el país, especialmente en los distritos de San Miguelito, La Chorrera, Bugaba y en el corregimiento de Juan Díaz en la Ciudad de Panamá. El 10 de noviembre es celebrado con grandes desfiles por las principales calles del país, tales como las instituciones públicas, universidades y colegios y con la participación de las bandas musicales independientes, además de la particularidad de llevar carretas tiradas por bueyes, caballos o toros, acompañadas de tunas de tambores, empolleradas y montunos, recordándonos facetas propias de la vida del campo.

## Bandera santeña

Bandera histórica utilizada por la Villa de Los Santos.

Desde la fundación de Tierra Firme, la región ha utilizado diferentes símbolos. La primera bandera que ondeó en la región, fue la Cruz de Borgoña: en gules una cruz en aspa anudada sobre fondo de plata que representa al aspa que le sirvió de suplicio a San Andrés durante su martirio. Siendo esta, también la insignia bajo la cual se conquistó América. La Cruz de Borgoña ondeó durante siglos de Pax Hispánica desde la Florida y la California hasta la Patagonia.
A partir de 1785, en el reinado de Carlos IV (1788-1808), las Ordenanzas Generales de la Armada Naval de 8 de marzo de 1793 hacen extensivo el uso de la bandera rojigualda a las plazas marítimas, castillos y defensas de las costas y la definen como Bandera Real.
En 1821, es aprobada la bandera de la libre ciudad de la villa de Los Santos, basada en la composición cromática creada en 1801 por el general venezolano Francisco de Miranda. Son muchas las teorías sobre el origen de los colores de esta bandera, entre ellas, la que plantea que se basa en los colores del escudo de armas de la familia Colón antes del descubrimiento de América.

Escudo de la familia Colón
Bandera de Miranda descrita en la "Colombeia", 1801.[5]